# Брашов (повіт)
Бра́шов (Brasov), жудець в центральній Румунії, на Трансильванському плато у Трансильванії і північних схилах Карпат. Площа 5,363 км². Населення 461,8 тис. ос. (2002). Адміністративний центр — м. Брашов.

## Географія
Східна сторона жудцю є Брашівським нагір'ям. Західна сторона жудця відділена від східної горами Першані.
Західна й північна сторона є долиною річки Олт. Південна сторона жудцю є передгір'ями Карпат (Східні Карпати, Південні Карпати) й інших гір (Фегераш (гори), Буцегі, П'ятра Маре, П'ятра Краіулуй, Постивару).
Річки: Прахова.

## Міста
- Брашов
- Фегераш
- Кодля
- Сечеле
- Зернешть
- Ришнов
- Вікторія
- Предял
- Рупя
- Гімбав
- Синпетру

## Господарство
Один з високорозвинутих індустріальних районів країни. Основні галузі: машинобудування, електротехнічна, інструментальна, хімічна, деревообробна. і целюлозно-паперова промисловість. Промисловість концентрується в м. Брашов (машинобудування, текстильна, харчова) і його промислових містах-супутниках — Сечеле (електротехніка), Ришнов (інструментальний завод, хімічний завод), Зернешть (паперовий-целюлозне виробництво), Прежмер (текстильна промисловість), Гімбав (текстильна, і паперовий-картонна фабрики), Кодля (хімічні вироби, меблі) тощо. Великий промисловий центр — Фегераш з хімічним комбінатом (виробництво аміаку, азотної кислоти, фенолу, азотних добрив, пластмас; хімічне машинобудування). Сільське господарство приміського характеру в східній частині; у західній частині великі площі під картоплею. Свинарство.